# Edyta Witkowska
Edyta Witkowska (Przysucha, 24 de julio de 1979) es una deportista polaca que compitió en lucha libre y sumo.
Ganó cuatro medallas en el Campeonato Mundial de Lucha entre los años 1998 y 2002, y dos medallas en el Campeonato Europeo de Lucha, oro en 2001 y plata en 2000.
Además, en sumo consiguió tres medallas en los Juegos Mundiales, en los años 2005 y 2009.

## Palmarés internacional
| Campeonato Mundial | Campeonato Mundial | Campeonato Mundial | Campeonato Mundial |
| Año                | Lugar              | Medalla            | Categoría          |
| ------------------ | ------------------ | ------------------ | ------------------ |
| 1998               | Poznań (Polonia)   | Medalla de bronce  | 75 kg              |
| 2000               | Sofía (Bulgaria)   | Medalla de plata   | 75 kg              |
| 2001               | Sofía (Bulgaria)   | Medalla de oro     | 75 kg              |
| 2002               | Calcis (Grecia)    | Medalla de bronce  | 72 kg              |
| Campeonato Europeo |                    |                    |                    |
| Año                | Lugar              | Medalla            | Categoría          |
| 2000               | Budapest (Hungría) | Medalla de plata   | 75 kg              |
| 2001               | Budapest (Hungría) | Medalla de oro     | 75 kg              |